# Толон (Хаданский наслег)
Толон (якут. Толоон) — опустевшее село в Сунтарском улусе Якутии России. Входит в состав Хаданского наслега.

## География
Село находится в юго-западной части Якутии, в среднем течении реки Вилюй, на правом ее берегу.
Географическое положение
Расстояние до улусного центра — села Сунтар — 26 км, до центра наслега — села Агдары — 1 км.
Климат
Климат характеризуется как резко континентальный. Средняя температура воздуха самого тёплого месяца (июля) составляет 17-18 °C; самого холодного (января) — −34 − −50 °C. Среднегодовое количество атмосферных осадков составляет 250—300 мм.

## История
Согласно Закону Республики Саха (Якутия) от 30 ноября 2004 года N 173-З N 353-III село вошло в образованное муниципальное образование Хаданский наслег.

## Население
| 2002 | 2010 | 2021 |
| ---- | ---- | ---- |
| 0    | →0   | →0   |

## Инфраструктура
Было развито животноводство.

## Транспорт
Труднодоступное автомобильным транспортом местность. Речной транспорт.